# Indians de Guelph
Pour les articles homonymes, voir Indians.
Les Indians de Guelph sont une équipe de hockey sur glace de l'Association de Hockey de l'Ontario.

## Saison par Saison
| Saison    | PJ                          | V                           | D                           | N                           | Pts                         | %Arr                        | BP                          | BC                          | Classement                  |                             |
| 1936-1937 | Statistiques Non Disponible | Statistiques Non Disponible | Statistiques Non Disponible | Statistiques Non Disponible | Statistiques Non Disponible | Statistiques Non Disponible | Statistiques Non Disponible | Statistiques Non Disponible | Statistiques Non Disponible | Statistiques Non Disponible |
| 1937-1938 | Statistiques Non Disponible | Statistiques Non Disponible | Statistiques Non Disponible | Statistiques Non Disponible | Statistiques Non Disponible | Statistiques Non Disponible | Statistiques Non Disponible | Statistiques Non Disponible | Statistiques Non Disponible | Statistiques Non Disponible |
| 1938-1939 | 14                          | 7                           | 5                           | 2                           | 15                          | 0,536                       | 30                          | 38                          | 2e Groupe 1                 |                             |
| 1939-1940 | 20                          | 10                          | 8                           | 2                           | 22                          | 0,550                       | 88                          | 61                          | 4e AHO                      |                             |